# 石血
石血（学名：Trachelospermum jasminoides var. heterophyllum）是夹竹桃科络石属络石的变种。分布在中国大陆的河南、安徽、山东、陕西、宁夏、甘肃、湖南、四川、浙江、贵州、湖北、河北、广西、广东、江苏等地，多生长在山野岩石上、墙壁及树上，目前尚未由人工引种栽培。

## 别名
爬山虎（江苏、安徽、陕西）；茉莉藤（浙江）；铁信（贵州）；九庆藤（广西）；铁栏杆（贵州）；家阿豆（贵州苗语）；加不勒（西藏）